# خاویر آگیره
خاویر آگیره (انگلیسی: Javier Aguirre؛ زادهٔ ۱ دسامبر ۱۹۵۸) ملقب به ال واسکو بازیکن فوتبال بازنشسته و سرمربی کنونی باشگاه فوتبال مایورکا است. وی همچنین در تیم ملی فوتبال مکزیک بازی کرده‌است؛ و بعدها در دو بازه‌زمانی جداگانه عهده‌دار سمت سرمربی‌گری این تیم شد. نهایتاً آگیره بعد از جام جهانی فوتبال ۲۰۱۰ از سمت خود استعفا داد.
آگیره برای تیم ملی فوتبال مکزیک در جام جهانی ۱۹۸۶ به عنوان هافبک بازی کرد و به عنوان سرمربی دو بار در سال های ۲۰۰۲ و ۲۰۱۰ با تیم ملی فوتبال مکزیک راهی جام جهانی شد. او همچنین توانست جام طلایی کونکاکاف ۲۰۰۹ را کسب کند و به فینال کوپا آمریکا ۲۰۰۱ صعود نماید. سپس او سرمربیگری در تیم ملی فوتبال ژاپن و تیم ملی فوتبال مصر را نیز تجربه کرد. 
در رده باشگاهی، او رهبری شش تیم در لالیگا اسپانیا را برعهده داشته است. در سال ۲۰۰۶ با باشگاه فوتبال اوساسونا و در سال ۲۰۰۸ با باشگاه فوتبال اتلتیکومادردید در رده چهارم جای گرفت و با باشگاه اوساسونا به فینال کوپا دل ری سال ۲۰۰۵ رسید.همچنین با باشگاه فوتبال مونتری مکزیک قهرمان لیگ قهرمانان کونکاکاف سال ۲۰۲۱ شد. 